# Flesh of His Flesh
Flesh of His Flesh è un cortometraggio muto del 1913 diretto da Harry A. Pollard. Basato su un soggetto di Theodosia Harris, il film venne prodotto dalla Flying A. Aveva come interpreti R. Henry Grey, Billie West, Chester Withey.

## Trama
Marito e moglie divorziano e il figlio viene affidato all'uomo. La moglie, però, riesce a prenderlo con sé e va a vivere con lui in una località marina. Gli anni passano, l'uomo è diventato sceriffo mentre il suo bambino, che non ha più visto da allora, è diventato un giovane uomo. Un giorno che si trova in città, il ragazzo ha un alterco e, per difendersi, colpisce il suo avversario che cade. Ricercato per il fatto, il ragazzo si rifugia su un'imbarcazione, cercando di sfuggire all'arresto. Lo sceriffo e il suo vice lo inseguono ma non riescono a prenderlo. Seguono l'itinerario della barca lungo la riva, impedendo che approdi. Il ragazzo, affamato e ormai troppo debole, non riesce più a governare la barca e alcuni uomini lo riportano a terra. Lo sceriffo va ad arrestare il suo uomo, senza riconoscere in lui suo figlio. Riconosce però la moglie e, davanti al letto del giovane, l'amore rinasce, quasi a ribadire il concetto "finché morte non si separi".

## Produzione
Il film fu prodotto dall'American Film Manufacturing Company come Flying A.

## Distribuzione
Distribuito dalla Mutual Film, il film - un cortometraggio in una bobina - uscì nelle sale cinematografiche degli Stati Uniti il 23 agosto 1913.